# Segunda División Peruana 2018
El Campeonato Descentralizado ADFP-SD 2018, conocida como Segunda División del Perú 2018, fue la edición número 66 de la Segunda División del Perú, la decimotercera desde que se descentraliza en 2006 y decimotercera y última bajo la denominación de Campeonato Descentralizado ADFP-SD.
La organización, control y desarrollo del torneo está a cargo de la Asociación Deportiva de Fútbol Profesional de Segunda División (ADFP-SD), bajo supervisión de la Federación Peruana de Fútbol (FPF).

## Formato
El torneo constará de dos etapas: una fase regular y una ronda eliminatoria.
En la fase regular, los quince equipos participantes jugarán entre sí todos contra todos en dos ruedas, ambas de quince fechas con una de descanso para todos. Al término de la trigésima fecha, los siete primeros lugares de la tabla clasificarán para la ronda eliminatoria; mientras que los dos últimos descenderán a la Copa Perú 2019.
En la ronda eliminatoria, los siete equipos clasificados se enfrentarán entre sí bajo la modalidad de eliminación directa con partidos de ida y vuelta. Mientras que el primero de la fase regular avanzará directamente a las semifinales; los otros seis equipos jugarán los cuartos de final. En las semifinales se enfrentaran los clasificados de cuartos de final más el ganador de la fase regular. Finalmente, los ganadores de las semifinales se enfrentarán en la final. El ganador de la serie final será proclamado campeón y ascenderá a la Primera División 2019.
Los que queden en segundo y tercer puesto de esta eliminación directa, se enfrentarán con el segundo y tercer lugar del cuadrangular final de la Copa Perú 2018 en una liguilla, donde los que queden en primer y segundo lugar también ascenderán a la Primera División 2019.

## Equipos participantes

### Ascensos y descensos
Sport Boys —ascendido—, Defensor La Bocana y Sport Áncash —descendidos— dejaron la temporada pasada y serán reemplazados por Juan Aurich, Alianza Atlético y Atlético Grau. Juan Aurich y Alianza Atlético descendieron del Descentralizado 2017 y Atlético Grau ascendió luego de quedar segundo en la Copa Perú 2017.
| Pos. | Descendidos del Descentralizado 2017 |
| ---- | ------------------------------------ |
| 15   | Juan Aurich                          |
| 16   | Alianza Atlético                     |

| Pos. | Ascendido de la Segunda División 2017 |
| ---- | ------------------------------------- |
| 1    | Sport Boys                            |

| Pos. | Ascendido de la Copa Perú 2017 |
| ---- | ------------------------------ |
| 2    | Atlético Grau                  |

| Pos. | Descendidos de la Segunda División 2017 |
| ---- | --------------------------------------- |
| 14   | Defensor La Bocana                      |
| 15   | Sport Áncash                            |

### Datos de los clubes
| Equipo                    | Ciudad                | Entrenador          | Estadio                   | Capacidad | Proveedor | Auspiciador       |
| ------------------------- | --------------------- | ------------------- | ------------------------- | --------- | --------- | ----------------- |
| Alfredo Salinas           | Yauri                 | Luis Revilla        | Municipal de Espinar      | 12 000    | Urzu      | Bandera de ?      |
| Alianza Atlético          | Sullana               | Flavio Robatto      | Campeones del 36          | 8 000     | Walon     | Caja Sullana      |
| Atlético Grau             | Piura                 | Mario Flores        | Miguel Grau               | 25 000    | Walon     | UCV               |
| Carlos A. Mannucci        | Trujillo              | José Soto           | Mansiche                  | 27 000    | Habitez   | UPAO              |
| Cienciano                 | Cusco                 | Gustavo Roverano    | Inca Garcilaso de la Vega | 42 000    | Aries     | Caja Cusco        |
| Cultural Santa Rosa       | Andahuaylas           | Gerardo Gutiérrez   | Monumental de Condebamba  | 10 000    | Convert   | Pinturas Cykron   |
| Deportivo Coopsol         | San Vicente de Cañete | Marcelo Asteggiano  | Roberto Yáñez             | 5000      | Walon     | Campo Mayor       |
| Deportivo Hualgayoc       | Hualgayoc             | Orlando Maltese     | José Gálvez Egúzquiza     | 2000      | Palant    | Minera Coimolache |
| Juan Aurich               | Chiclayo              | Carlos Cortijo      | Municipal de la Juventud  | 2000      | Joma      | Bandera de ?      |
| Los Caimanes              | Puerto Eten           | Miguel Miranda      | Municipal de la Juventud  | 2000      | Front     | Gira              |
| Serrato Pacasmayo         | Pacasmayo             | Rainer Torres       | Carlos A. Olivares        | 2000      | GS Sport  | Bandera de ?      |
| Sport Loreto              | Pucallpa              | Carlos Galván       | Aliardo Soria Pérez       | 25 000    | Habitez   | Grupo Uranio      |
| Sport Victoria            | Ica                   | Francesco Manassero | José Picasso Peratta      | 10 000    | Habitez   | Bandera de ?      |
| Unión Huaral              | Huaral                | Francisco Melgar    | Julio Lores Colán         | 6000      | Giomar    | Best Cable        |
| Universidad César Vallejo | Trujillo              | José del Solar      | Mansiche                  | 27 000    | Real      | UCV               |

### Equipos por entidad regional
| Región      | Número | Equipos                   |
| ----------- | ------ | ------------------------- |
| La Libertad | 3      | Carlos A. Mannucci        |
| La Libertad | 3      | Universidad César Vallejo |
| La Libertad | 3      | Serrato Pacasmayo         |
| Cusco       | 2      | Alfredo Salinas           |
| Cusco       | 2      | Cienciano                 |
| Lambayeque  | 2      | Juan Aurich               |
| Lambayeque  | 2      | Los Caimanes              |
| Lima        | 2      | Unión Huaral              |
| Lima        | 2      | Deportivo Coopsol         |
| Piura       | 2      | Atlético Grau             |
| Piura       | 2      | Alianza Atlético          |
| Apurímac    | 1      | Cultural Santa Rosa       |
| Cajamarca   | 1      | Deportivo Hualgayoc       |
| Ica         | 1      | Sport Victoria            |
| Ucayali     | 1      | Sport Loreto              |

## Fase regular

### Tabla de posiciones
Para el cálculo de la tabla de posiciones se asignarán tres puntos por cada victoria, uno por cada empate y cero en caso de derrota. La posición en la tabla dependerá de la cantidad de puntos obtenidos, la diferencia entre los goles anotados y los goles recibidos, la cantidad de goles anotados y la cantidad de goles recibidos.
- Actualizado el 15 de octubre de 2018.

| Pos. | Equipo                    | PJ | PG | PE | PP | GF | GC  | DG  | Pts. | Clasificado a                   |
| ---- | ------------------------- | -- | -- | -- | -- | -- | --- | --- | ---- | ------------------------------- |
| 1    | Universidad César Vallejo | 28 | 19 | 5  | 4  | 55 | 19  | 36  | 62   | Semifinales del campeonato      |
| 2    | Carlos A. Mannucci        | 28 | 16 | 7  | 5  | 66 | 30  | 36  | 55   | Cuartos de final del campeonato |
| 3    | Cienciano                 | 28 | 17 | 4  | 7  | 63 | 30  | 33  | 55   | Cuartos de final del campeonato |
| 4    | Unión Huaral              | 28 | 14 | 6  | 8  | 58 | 39  | 19  | 48   | Cuartos de final del campeonato |
| 5    | Deportivo Hualgayoc       | 28 | 13 | 9  | 6  | 49 | 38  | 11  | 48   |                                 |
| 6    | Juan Aurich               | 28 | 14 | 5  | 9  | 51 | 27  | 24  | 47   | Cuartos de final del campeonato |
| 7    | Alianza Atlético          | 28 | 14 | 5  | 9  | 48 | 37  | 11  | 47   | Cuartos de final del campeonato |
| 8    | Atlético Grau             | 28 | 12 | 6  | 10 | 58 | 42  | 16  | 42   | Cuartos de final del campeonato |
| 9    | Deportivo Coopsol         | 28 | 9  | 10 | 9  | 46 | 32  | 14  | 37   |                                 |
| 10   | Cultural Santa Rosa       | 28 | 11 | 4  | 13 | 38 | 36  | 2   | 37   |                                 |
| 11   | Los Caimanes              | 28 | 7  | 6  | 15 | 38 | 57  | –19 | 27   |                                 |
| 12   | Sport Victoria            | 28 | 6  | 7  | 15 | 34 | 54  | –20 | 25   |                                 |
| 13   | Sport Loreto              | 28 | 6  | 6  | 16 | 38 | 68  | –30 | 24   |                                 |
| 14   | Alfredo Salinas           | 28 | 6  | 6  | 16 | 28 | 59  | –31 | 21   | Descenso a la Copa Perú 2019    |
| 15   | Serrato Pacasmayo         | 28 | 2  | 4  | 22 | 23 | 115 | –92 | 10   | Descenso a la Copa Perú 2019    |

### Evolución de la clasificación
| Jornada                   | 1  | 2  | 3  | 4  | 5  | 6  | 7  | 8  | 9  | 10 | 11 | 12 | 13 | 14 | 15 | 16 | 17 | 18 | 19 | 20 | 21 | 22 | 23 | 24 | 25 | 26 | 27 | 28 | 29 | 30 |
| Equipo                    |    |    |    |    |    |    |    |    |    |    |    |    |    |    |    |    |    |    |    |    |    |    |    |    |    |    |    |    |    |    |
| ------------------------- | -- | -- | -- | -- | -- | -- | -- | -- | -- | -- | -- | -- | -- | -- | -- | -- | -- | -- | -- | -- | -- | -- | -- | -- | -- | -- | -- | -- | -- | -- |
| Universidad César Vallejo | 10 | 2  | 2  | 1  | 1  | 1  | 1  | 1  | 1  | 1  | 1  | 1  | 1  | 1  | 1  | 1  | 1  | 1  | 1  | 1  | 1  | 1  | 1  | 1  | 1  | 1  | 1  | 1  | 1  | 1  |
| Carlos A. Mannucci        | 7  | 9  | 11 | 8  | 9  | 5  | 5  | 6  | 7  | 9  | 8  | 8  | 4  | 4  | 6  | 5  | 6  | 5  | 6  | 5  | 4  | 3  | 5  | 5  | 3  | 3  | 2  | 3  | 2  | 2  |
| Cienciano                 | 11 | 10 | 12 | 15 | 14 | 13 | 10 | 7  | 6  | 6  | 3  | 3  | 3  | 3  | 2  | 3  | 5  | 4  | 3  | 3  | 5  | 4  | 2  | 2  | 2  | 2  | 3  | 2  | 3  | 3  |
| Unión Huaral              | 8  | 4  | 4  | 5  | 3  | 3  | 3  | 5  | 5  | 5  | 6  | 5  | 6  | 5  | 4  | 2  | 2  | 2  | 2  | 2  | 2  | 2  | 3  | 4  | 6  | 5  | 6  | 7  | 6  | 4  |
| Deportivo Hualgayoc       | 1  | 1  | 1  | 2  | 2  | 2  | 2  | 2  | 2  | 2  | 2  | 2  | 2  | 2  | 3  | 6  | 4  | 6  | 4  | 4  | 3  | 5  | 4  | 3  | 4  | 7  | 7  | 8  | 4  | 5  |
| Juan Aurich               | 4  | 5  | 3  | 3  | 6  | 8  | 6  | 4  | 3  | 4  | 5  | 4  | 5  | 6  | 5  | 4  | 3  | 3  | 5  | 6  | 6  | 6  | 7  | 6  | 5  | 6  | 5  | 4  | 7  | 6  |
| Alianza Atlético          | 14 | 15 | 9  | 12 | 12 | 10 | 12 | 13 | 15 | 15 | 12 | 13 | 11 | 11 | 11 | 9  | 10 | 8  | 7  | 7  | 7  | 7  | 6  | 7  | 7  | 4  | 4  | 5  | 5  | 7  |
| Atlético Grau             | 3  | 3  | 6  | 4  | 7  | 7  | 8  | 9  | 10 | 8  | 10 | 7  | 10 | 9  | 9  | 10 | 9  | 10 | 10 | 9  | 9  | 9  | 9  | 8  | 9  | 8  | 8  | 6  | 8  | 8  |
| Deportivo Coopsol         | 9  | 12 | 15 | 14 | 15 | 15 | 15 | 14 | 13 | 14 | 13 | 14 | 13 | 12 | 12 | 12 | 12 | 12 | 12 | 11 | 12 | 12 | 10 | 10 | 10 | 10 | 10 | 10 | 10 | 9  |
| Cultural Santa Rosa       | 12 | 7  | 10 | 6  | 4  | 6  | 4  | 3  | 4  | 3  | 4  | 6  | 8  | 8  | 8  | 8  | 8  | 7  | 9  | 8  | 8  | 8  | 8  | 9  | 8  | 9  | 9  | 9  | 9  | 10 |
| Los Caimanes              | 5  | 14 | 14 | 13 | 13 | 14 | 11 | 10 | 8  | 7  | 7  | 9  | 7  | 7  | 7  | 7  | 7  | 9  | 8  | 10 | 11 | 11 | 11 | 11 | 12 | 11 | 11 | 11 | 11 | 11 |
| Sport Victoria            | 6  | 11 | 7  | 10 | 11 | 12 | 14 | 15 | 14 | 12 | 14 | 11 | 14 | 14 | 14 | 14 | 14 | 14 | 13 | 14 | 14 | 13 | 13 | 12 | 13 | 12 | 12 | 12 | 12 | 12 |
| Sport Loreto              | 15 | 6  | 8  | 11 | 8  | 9  | 9  | 11 | 11 | 11 | 11 | 12 | 12 | 13 | 13 | 13 | 13 | 13 | 14 | 13 | 13 | 14 | 14 | 14 | 14 | 14 | 14 | 14 | 13 | 13 |
| Alfredo Salinas           | 2  | 8  | 5  | 7  | 5  | 4  | 7  | 8  | 9  | 10 | 9  | 10 | 9  | 10 | 10 | 11 | 11 | 11 | 11 | 12 | 10 | 10 | 12 | 13 | 11 | 13 | 13 | 13 | 14 | 14 |
| Serrato Pacasmayo         | 13 | 13 | 13 | 9  | 10 | 11 | 13 | 12 | 12 | 13 | 15 | 15 | 15 | 15 | 15 | 15 | 15 | 15 | 15 | 15 | 15 | 15 | 15 | 15 | 15 | 15 | 15 | 15 | 15 | 15 |

### Resultados
En las siguientes tablas se muestran los resultados a gran escala entre los participantes. Un recuadro de color rojo simboliza la victoria del equipo visitante —en la parte superior—, uno verde, la victoria del local —en la parte izquierda— y uno amarillo, un empate.
|                           | ALS | AAS | GRA | MAN | CIE | CSR | COO | HGY | AUR | LCA | SER  | SLO | SVI | UHU | UCV |
| ------------------------- | --- | --- | --- | --- | --- | --- | --- | --- | --- | --- | ---- | --- | --- | --- | --- |
| Alfredo Salinas           |     | 2–0 | 1–1 | 0–3 | 0–5 | 1–3 | 3–0 | 0–6 | 3–0 | 5–1 | 2–1  | 1–1 | 1–1 | 0–3 | 0-3 |
| Alianza Atlético          | 1–0 |     | 3–2 | 1–1 | 0–4 | 4–0 | 1–0 | 1–0 | 2–1 | 1–2 | 8–0  | 2–1 | 4–2 | 2–1 | 2–4 |
| Atlético Grau             | 4–0 | 3–1 |     | 2–0 | 4–0 | 2–1 | 2–2 | 2–2 | 2–1 | 5–1 | 5–1  | 6–2 | 5–1 | 2–2 | 1–0 |
| Carlos A. Mannucci        | 2–1 | 2–1 | 4–1 |     | 5–0 | 3–1 | 2–2 | 4–0 | 1–1 | 3–1 | 8–0  | 1–0 | 6–1 | 3–4 | 2–3 |
| Cienciano                 | 1–0 | 1–1 | 1–1 | 0–0 |     | 4–0 | 2–1 | 5–0 | 1–0 | 4–1 | 9–1  | 5–0 | 1–0 | 2–1 | 0–4 |
| Cultural Santa Rosa       | 3–0 | 2–1 | 2–1 | 0–1 | 0–1 |     | 1–1 | 0–2 | 2–1 | 7–0 | 2–1  | 2–2 | 1–0 | 3–1 | 0–0 |
| Deportivo Coopsol         | 5–0 | 1–1 | 1–0 | 1–1 | 3–0 | 1–1 |     | 1–2 | 2–1 | 3–3 | 3–3  | 3–0 | 2–0 | 1–2 | 0–1 |
| Deportivo Hualgayoc       | 1–0 | 0–0 | 2–0 | 2–0 | 1–4 | 1–0 | 1–0 |     | 1–1 | 2–1 | 6–2  | 4–1 | 2–2 | 6–2 | 0–0 |
| Juan Aurich               | 5–0 | 0–1 | 1–0 | 4–1 | 1–0 | 0–1 | 2–0 | 4–0 |     | 1–1 | 1–0  | 6–3 | 1–1 | 1–0 | 2–0 |
| Los Caimanes              | 1–1 | 0–2 | 2–1 | 0–3 | 1–1 | 3–0 | 0–1 | 0–1 | 1–1 |     | 3–0  | 2–0 | 1–0 | 1–2 | 2–4 |
| Serrato Pacasmayo         | 1–1 | 3–0 | 1–3 | 0–1 | 0–7 | 0–6 | 0–8 | 1–1 | 0–4 | 0–4 |      | 1–4 | 3–1 | 2–2 | 0–3 |
| Sport Loreto              | 5–0 | 1–2 | 1–1 | 1–2 | 0–1 | 1–0 | 2–2 | 2–2 | 2–7 | 4–3 | 2–1  |     | 0–0 | 2–1 | 0–4 |
| Sport Victoria            | 1–1 | 0–3 | 3–2 | 1–5 | 2–1 | 1–0 | 0–2 | 2–2 | 0–1 | 2–2 | 8–1  | 2–1 |     | 3–2 | 0–1 |
| Unión Huaral              | 3–2 | 2–2 | 4–0 | 1–1 | 1–0 | 1–0 | 1–0 | 1–1 | 1–0 | 2–1 | 11–0 | 5–0 | 1–0 |     | 1–1 |
| Universidad César Vallejo | 5–0 | 2–1 | 2–0 | 1–1 | 2-3 | 2–0 | 0–0 | 2–1 | 1–3 | 1–0 | 2–0  | 2–0 | 2–0 | 3–0 |     |

### Partidos de ida
| Fecha 1                   | Fecha 1   | Fecha 1             | Fecha 1                  | Fecha 1    | Fecha 1   | Fecha 1    |
| Local                     | Resultado | Visitante           | Estadio                  | Fecha      | Hora      | Asistencia |
| ------------------------- | --------- | ------------------- | ------------------------ | ---------- | --------- | ---------- |
| Universidad César Vallejo | 0 – 0     | Deportivo Coopsol   | Mansiche                 | 8 de abril | 11:00     | 1,226      |
| Juan Aurich               | 1 – 0     | Serrato Pacasmayo   | Municipal de la Juventud | 8 de abril | 13:00     | 884        |
| Atlético Grau             | 2 – 1     | Cultural Santa Rosa | Miguel Grau              | 8 de abril | 15:00     | 3,126      |
| Alfredo Salinas           | 2 – 0     | Alianza Atlético    | Municipal de Espinar     | 8 de abril | 15:00     | 994        |
| Sport Victoria            | 2 – 2     | Los Caimanes        | José Picasso Peratta     | 8 de abril | 15:30     | 950        |
| Deportivo Hualgayoc       | 4 – 1     | Sport Loreto        | José Gálvez Egúsquiza    | 8 de abril | 15:30     | 800        |
| Unión Huaral              | 1 – 1     | Carlos A. Mannucci  | Julio Lores Colán        | 8 de abril | 15:30     | 1,230      |
| Equipo libre:             | Cienciano | Cienciano           | Cienciano                | Cienciano  | Cienciano | Cienciano  |

| Fecha 2             | Fecha 2          | Fecha 2                   | Fecha 2                   | Fecha 2          | Fecha 2          | Fecha 2          |
| Local               | Resultado        | Visitante                 | Estadio                   | Fecha            | Hora             | Asistencia       |
| ------------------- | ---------------- | ------------------------- | ------------------------- | ---------------- | ---------------- | ---------------- |
| Deportivo Coopsol   | 1 – 2            | Unión Huaral              | Roberto Yáñez             | 14 de abril      | 20:00            | 855              |
| Los Caimanes        | 2 – 4            | Universidad César Vallejo | Municipal de la Juventud  | 15 de abril      | 13:00            | 850              |
| Sport Loreto        | 5 – 0            | Alfredo Salinas           | Luis Velásquez Salinas    | 15 de abril      | 15:00            | 1,047            |
| Cienciano           | 1 – 1            | Atlético Grau             | Inca Garcilaso de la Vega | 15 de abril      | 15:30            | 8,850            |
| Carlos A. Mannucci  | 1 – 1            | Juan Aurich               | Mansiche                  | 15 de abril      | 15:30            | 3,533            |
| Cultural Santa Rosa | 1 – 0            | Sport Victoria            | Monumental de Condebamba  | 15 de abril      | 15:30            | 2,292            |
| Serrato Pacasmayo   | 1 – 1            | Deportivo Hualgayoc       | Municipal de Pacasmayo    | 15 de abril      | 15:45            | 855              |
| Equipo libre:       | Alianza Atlético | Alianza Atlético          | Alianza Atlético          | Alianza Atlético | Alianza Atlético | Alianza Atlético |

| Fecha 3                   | Fecha 3       | Fecha 3             | Fecha 3                  | Fecha 3       | Fecha 3       | Fecha 3       |
| Local                     | Resultado     | Visitante           | Estadio                  | Fecha         | Hora          | Asistencia    |
| ------------------------- | ------------- | ------------------- | ------------------------ | ------------- | ------------- | ------------- |
| Alianza Atlético          | 2 – 1         | Sport Loreto        | Melanio Coloma           | 21 de abril   | 13:00         | 800           |
| Juan Aurich               | 2 – 0         | Deportivo Coopsol   | Municipal de la Juventud | 22 de abril   | 13:00         | 800           |
| Alfredo Salinas           | 2 – 1         | Serrato Pacasmayo   | Municipal de Espinar     | 22 de abril   | 15:00         | 841           |
| Universidad César Vallejo | 2 – 0         | Cultural Santa Rosa | Municipal de Casa Grande | 22 de abril   | 15:00         | 800           |
| Sport Victoria            | 2 – 1         | Cienciano           | José Picasso Peratta     | 22 de abril   | 15:30         | 1,388         |
| Unión Huaral              | 2 – 1         | Los Caimanes        | Julio Lores Colán        | 22 de abril   | 15:30         | 944           |
| Deportivo Hualgayoc       | 2 – 0         | Carlos A. Mannucci  | José Gálvez Egúsquiza    | 22 de abril   | 15:30         | 800           |
| Equipo libre:             | Atlético Grau | Atlético Grau       | Atlético Grau            | Atlético Grau | Atlético Grau | Atlético Grau |

| Fecha 4             | Fecha 4      | Fecha 4                   | Fecha 4                   | Fecha 4      | Fecha 4      | Fecha 4      |
| Local               | Resultado    | Visitante                 | Estadio                   | Fecha        | Hora         | Asistencia   |
| ------------------- | ------------ | ------------------------- | ------------------------- | ------------ | ------------ | ------------ |
| Deportivo Coopsol   | 1 – 2        | Deportivo Hualgayoc       | Roberto Yáñez             | 28 de abril  | 15:30        | 800          |
| Los Caimanes        | 1 – 1        | Juan Aurich               | Municipal de la Juventud  | 29 de abril  | 13:00        | 800          |
| Atlético Grau       | 5 – 1        | Sport Victoria            | Miguel Grau               | 29 de abril  | 15:00        | 3,802        |
| Cienciano           | 0 – 4        | Universidad César Vallejo | Inca Garcilaso de la Vega | 29 de abril  | 15:30        | 7,135        |
| Carlos A. Mannucci  | 2 – 1        | Alfredo Salinas           | Municipal de Casa Grande  | 29 de abril  | 15:30        | 938          |
| Cultural Santa Rosa | 3 – 1        | Unión Huaral              | Monumental de Condebamba  | 29 de abril  | 15:30        | 953          |
| Serrato Pacasmayo   | 3 – 0        | Alianza Atlético          | Municipal de Pacasmayo    | 29 de abril  | 15:45        | 800          |
| Equipo libre:       | Sport Loreto | Sport Loreto              | Sport Loreto              | Sport Loreto | Sport Loreto | Sport Loreto |

| Fecha 5                   | Fecha 5        | Fecha 5             | Fecha 5                  | Fecha 5        | Fecha 5        | Fecha 5        |
| Local                     | Resultado      | Visitante           | Estadio                  | Fecha          | Hora           | Asistencia     |
| ------------------------- | -------------- | ------------------- | ------------------------ | -------------- | -------------- | -------------- |
| Alianza Atlético          | 1 – 1          | Carlos A. Mannucci  | Melanio Coloma           | 5 de mayo      | 13:00          | 800            |
| Juan Aurich               | 0 – 1          | Cultural Santa Rosa | Municipal de la Juventud | 6 de mayo      | 13:00          | 800            |
| Alfredo Salinas           | 3 – 0          | Deportivo Coopsol   | Municipal de Espinar     | 6 de mayo      | 15:00          | 805            |
| Universidad César Vallejo | 2 – 0          | Atlético Grau       | Municipal de Casa Grande | 6 de mayo      | 15:00          | 1000           |
| Sport Loreto              | 2 – 1          | Serrato Pacasmayo   | Luis Velásquez Salinas   | 6 de mayo      | 15:00          | 800            |
| Deportivo Hualgayoc       | 2 – 1          | Los Caimanes        | José Gálvez Egúsquiza    | 6 de mayo      | 15:30          | 800            |
| Unión Huaral              | 1 – 0          | Cienciano           | Julio Lores Colán        | 6 de mayo      | 15:30          | 1,324          |
| Equipo libre:             | Sport Victoria | Sport Victoria      | Sport Victoria           | Sport Victoria | Sport Victoria | Sport Victoria |

| Fecha 6             | Fecha 6           | Fecha 6                   | Fecha 6                   | Fecha 6           | Fecha 6           | Fecha 6           |
| Local               | Resultado         | Visitante                 | Estadio                   | Fecha             | Hora              | Asistencia        |
| ------------------- | ----------------- | ------------------------- | ------------------------- | ----------------- | ----------------- | ----------------- |
| Los Caimanes        | 1 – 1             | Alfredo Salinas           | Municipal de la Juventud  | 12 de mayo        | 13:00             | 800               |
| Deportivo Coopsol   | 1 – 1             | Alianza Atlético          | Roberto Yáñez             | 12 de mayo        | 15:30             | 800               |
| Carlos A. Mannucci  | 1 – 0             | Sport Loreto              | Municipal de Casa Grande  | 12 de mayo        | 15:30             | 800               |
| Sport Victoria      | 0 – 1             | Universidad César Vallejo | José Picasso Peratta      | 12 de mayo        | 15:30             | 0                 |
| Atlético Grau       | 2 – 2             | Unión Huaral              | Miguel Grau               | 13 de mayo        | 15:00             | 2,312             |
| Cienciano           | 1 – 0             | Juan Aurich               | Inca Garcilaso de la Vega | 13 de mayo        | 15:30             | 3,446             |
| Cultural Santa Rosa | 0 – 2             | Deportivo Hualgayoc       | Monumental de Condebamba  | 13 de mayo        | 15:30             | 800               |
| Equipo libre:       | Serrato Pacasmayo | Serrato Pacasmayo         | Serrato Pacasmayo         | Serrato Pacasmayo | Serrato Pacasmayo | Serrato Pacasmayo |

| Fecha 7             | Fecha 7                   | Fecha 7                   | Fecha 7                   | Fecha 7                   | Fecha 7                   | Fecha 7                   |
| Local               | Resultado                 | Visitante                 | Estadio                   | Fecha                     | Hora                      | Asistencia                |
| ------------------- | ------------------------- | ------------------------- | ------------------------- | ------------------------- | ------------------------- | ------------------------- |
| Juan Aurich         | 1 – 0                     | Atlético Grau             | Municipal de la Juventud  | 20 de mayo                | 13:00                     | 800                       |
| Alianza Atlético    | 1 – 2                     | Los Caimanes              | Melanio Coloma            | 20 de mayo                | 13:00                     | 0                         |
| Alfredo Salinas     | 1 – 3                     | Cultural Santa Rosa       | Municipal de Espinar      | 20 de mayo                | 15:00                     | 948                       |
| Sport Loreto        | 2 – 2                     | Deportivo Coopsol         | Luis Velásquez Salinas    | 20 de mayo                | 15:00                     | 800                       |
| Deportivo Hualgayoc | 1 – 4                     | Cienciano                 | José Gálvez Egúsquiza     | 20 de mayo                | 15:30                     | 800                       |
| Unión Huaral        | 1 – 0                     | Sport Victoria            | Rómulo Shaw Cisneros      | 20 de mayo                | 15:30                     | 961                       |
| Serrato Pacasmayo   | 0 – 1                     | Carlos A. Mannucci        | Municipal de Pacasmayo    | 20 de mayo                | 15:45                     | 1,302                     |
| Equipo libre:       | Universidad César Vallejo | Universidad César Vallejo | Universidad César Vallejo | Universidad César Vallejo | Universidad César Vallejo | Universidad César Vallejo |

| Fecha 8                   | Fecha 8            | Fecha 8             | Fecha 8                   | Fecha 8            | Fecha 8            | Fecha 8            |
| Local                     | Resultado          | Visitante           | Estadio                   | Fecha              | Hora               | Asistencia         |
| ------------------------- | ------------------ | ------------------- | ------------------------- | ------------------ | ------------------ | ------------------ |
| Los Caimanes              | 2 – 0              | Sport Loreto        | Municipal de la Juventud  | 26 de mayo         | 11:00              | 0                  |
| Deportivo Coopsol         | 3 – 3              | Serrato Pacasmayo   | Roberto Yáñez             | 26 de mayo         | 15:30              | 800                |
| Universidad César Vallejo | 3 – 0              | Unión Huaral        | Municipal de Casa Grande  | 27 de mayo         | 15:00              | 800                |
| Cienciano                 | 1 – 0              | Alfredo Salinas     | Inca Garcilaso de la Vega | 27 de mayo         | 15:00              | 4,207              |
| Atlético Grau             | 2 – 2              | Deportivo Hualgayoc | Miguel Grau               | 27 de mayo         | 15:30              | 3,025              |
| Cultural Santa Rosa       | 2 – 1              | Alianza Atlético    | Monumental de Condebamba  | 27 de mayo         | 15:30              | 826                |
| Sport Victoria            | 0 – 1              | Juan Aurich         | José Picasso Peratta      | 27 de mayo         | 15:30              | 800                |
| Equipo libre:             | Carlos A. Mannucci | Carlos A. Mannucci  | Carlos A. Mannucci        | Carlos A. Mannucci | Carlos A. Mannucci | Carlos A. Mannucci |

| Fecha 9             | Fecha 9      | Fecha 9                   | Fecha 9                  | Fecha 9      | Fecha 9      | Fecha 9      |
| Local               | Resultado    | Visitante                 | Estadio                  | Fecha        | Hora         | Asistencia   |
| ------------------- | ------------ | ------------------------- | ------------------------ | ------------ | ------------ | ------------ |
| Alianza Atlético    | 0 – 4        | Cienciano                 | Víctor Montero Zapata    | 3 de junio   | 13:00        | 800          |
| Juan Aurich         | 2 – 0        | Universidad César Vallejo | Municipal de la Juventud | 3 de junio   | 13:00        | 800          |
| Alfredo Salinas     | 1 – 1        | Atlético Grau             | Municipal de Espinar     | 3 de junio   | 15:00        | 800          |
| Deportivo Hualgayoc | 2 – 2        | Sport Victoria            | José Gálvez Egúsquiza    | 3 de junio   | 15:30        | 800          |
| Carlos A. Mannucci  | 2 – 2        | Deportivo Coopsol         | Municipal de Casa Grande | 3 de junio   | 15:45        | 800          |
| Serrato Pacasmayo   | 0 – 4        | Los Caimanes              | Municipal de Pacasmayo   | 3 de junio   | 15:45        | 800          |
| Sport Loreto        | 1 – 0        | Cultural Santa Rosa       | Aliardo Soria Pérez      | 4 de julio   | 15:00        | 800          |
| Equipo libre:       | Unión Huaral | Unión Huaral              | Unión Huaral             | Unión Huaral | Unión Huaral | Unión Huaral |

| Fecha 10                  | Fecha 10          | Fecha 10            | Fecha 10                  | Fecha 10          | Fecha 10          | Fecha 10          |
| Local                     | Resultado         | Visitante           | Estadio                   | Fecha             | Hora              | Asistencia        |
| ------------------------- | ----------------- | ------------------- | ------------------------- | ----------------- | ----------------- | ----------------- |
| Los Caimanes              | 0 – 3 (*)         | Carlos A. Mannucci  | Municipal de la Juventud  | 10 de junio       | 13:00             | 800               |
| Universidad César Vallejo | 2 – 1             | Deportivo Hualgayoc | Municipal de Casa Grande  | 10 de junio       | 15:00             | 803               |
| Atlético Grau             | 3 – 1             | Alianza Atlético    | Miguel Grau               | 10 de junio       | 15:00             | 3,278             |
| Cienciano                 | 5 – 0             | Sport Loreto        | Inca Garcilaso de la Vega | 10 de junio       | 15:30             | 3,694             |
| Unión Huaral              | 1 – 0             | Juan Aurich         | Rómulo Shaw Cisneros      | 10 de junio       | 15:30             | 981               |
| Cultural Santa Rosa       | 2 – 1             | Serrato Pacasmayo   | Monumental de Condebamba  | 10 de junio       | 15:30             | 800               |
| Sport Victoria            | 1 – 1             | Alfredo Salinas     | José Picasso Peratta      | 10 de junio       | 15:30             | 800               |
| Equipo libre:             | Deportivo Coopsol | Deportivo Coopsol   | Deportivo Coopsol         | Deportivo Coopsol | Deportivo Coopsol | Deportivo Coopsol |

| Fecha 11            | Fecha 11    | Fecha 11                  | Fecha 11               | Fecha 11    | Fecha 11    | Fecha 11    |
| Local               | Resultado   | Visitante                 | Estadio                | Fecha       | Hora        | Asistencia  |
| ------------------- | ----------- | ------------------------- | ---------------------- | ----------- | ----------- | ----------- |
| Alianza Atlético    | 4 – 2       | Sport Victoria            | Víctor Montero Zapata  | 16 de junio | 15:00       | 800         |
| Deportivo Coopsol   | 3 – 3       | Los Caimanes              | Roberto Yáñez          | 16 de junio | 15:30       | 800         |
| Deportivo Hualgayoc | 6 – 2       | Unión Huaral              | José Gálvez Egúzquiza  | 16 de junio | 15:30       | 800         |
| Serrato Pacasmayo   | 0 – 7       | Cienciano                 | Municipal de Pacasmayo | 17 de junio | 11:00       | 800         |
| Alfredo Salinas     | 0 – 3 (*)   | Universidad César Vallejo | Municipal de Espinar   | 17 de junio | 15:00       | 800         |
| Sport Loreto        | 1 – 1       | Atlético Grau             | Aliardo Soria Pérez    | 17 de junio | 15:30       | 800         |
| Carlos A. Mannucci  | 3 – 1       | Cultural Santa Rosa       | Mansiche               | 17 de junio | 15:30       | 0           |
| Equipo libre:       | Juan Aurich | Juan Aurich               | Juan Aurich            | Juan Aurich | Juan Aurich | Juan Aurich |

| Fecha 12                  | Fecha 12     | Fecha 12            | Fecha 12                  | Fecha 12     | Fecha 12     | Fecha 12     |
| Local                     | Resultado    | Visitante           | Estadio                   | Fecha        | Hora         | Asistencia   |
| ------------------------- | ------------ | ------------------- | ------------------------- | ------------ | ------------ | ------------ |
| Cienciano                 | 0 – 0        | Carlos A. Mannucci  | Inca Garcilaso de la Vega | 22 de junio  | 19:00        | 5,481        |
| Juan Aurich               | 4 – 0        | Deportivo Hualgayoc | Municipal de la Juventud  | 24 de junio  | 13:00        | 800          |
| Universidad César Vallejo | 2 – 1        | Alianza Atlético    | Municipal de Casa Grande  | 24 de junio  | 15:00        | 800          |
| Atlético Grau             | 5 – 1        | Serrato Pacasmayo   | Miguel Grau               | 24 de junio  | 15:00        | 1,404        |
| Sport Victoria            | 2 – 1        | Sport Loreto        | José Picasso Peratta      | 24 de junio  | 15:30        | 800          |
| Cultural Santa Rosa       | 1 – 1        | Deportivo Coopsol   | Monumental de Condebamba  | 24 de junio  | 15:30        | 800          |
| Unión Huaral              | 3 – 2        | Alfredo Salinas     | Rómulo Shaw Cisneros      | 24 de junio  | 15:30        | 800          |
| Equipo libre:             | Los Caimanes | Los Caimanes        | Los Caimanes              | Los Caimanes | Los Caimanes | Los Caimanes |

| Fecha 13           | Fecha 13            | Fecha 13                  | Fecha 13                 | Fecha 13            | Fecha 13            | Fecha 13            |
| Local              | Resultado           | Visitante                 | Estadio                  | Fecha               | Hora                | Asistencia          |
| ------------------ | ------------------- | ------------------------- | ------------------------ | ------------------- | ------------------- | ------------------- |
| Deportivo Coopsol  | 3 – 0               | Cienciano                 | Roberto Yáñez            | 30 de junio         | 15:30               | 800                 |
| Los Caimanes       | 3 – 0               | Cultural Santa Rosa       | Municipal de la Juventud | 1 de julio          | 13:00               | 0                   |
| Alianza Atlético   | 2 – 1               | Unión Huaral              | Víctor Montero Zapata    | 1 de julio          | 13:00               | 800                 |
| Alfredo Salinas    | 3 – 0               | Juan Aurich               | Municipal de Espinar     | 1 de julio          | 15:00               | 800                 |
| Sport Loreto       | 0 – 4               | Universidad César Vallejo | Aliardo Soria Pérez      | 1 de julio          | 15:00               | 850                 |
| Carlos A. Mannucci | 4 – 1               | Atlético Grau             | Mansiche                 | 1 de julio          | 15:30               | 1,736               |
| Serrato Pacasmayo  | 3 – 1               | Sport Victoria            | Municipal de Pacasmayo   | 1 de julio          | 15:45               | 800                 |
| Equipo libre:      | Deportivo Hualgayoc | Deportivo Hualgayoc       | Deportivo Hualgayoc      | Deportivo Hualgayoc | Deportivo Hualgayoc | Deportivo Hualgayoc |

| Fecha 14                  | Fecha 14            | Fecha 14            | Fecha 14                  | Fecha 14            | Fecha 14            | Fecha 14            |
| Local                     | Resultado           | Visitante           | Estadio                   | Fecha               | Hora                | Asistencia          |
| ------------------------- | ------------------- | ------------------- | ------------------------- | ------------------- | ------------------- | ------------------- |
| Juan Aurich               | 0 – 1               | Alianza Atlético    | Municipal de la Juventud  | 8 de julio          | 13:00               | 800                 |
| Universidad César Vallejo | 2 – 0               | Serrato Pacasmayo   | Municipal de Casa Grande  | 8 de julio          | 15:00               | 800                 |
| Atlético Grau             | 2 – 2               | Deportivo Coopsol   | Miguel Grau               | 8 de julio          | 15:00               | 1,489               |
| Sport Victoria            | 1 – 5               | Carlos A. Mannucci  | José Picasso Peratta      | 8 de julio          | 15:30               | 800                 |
| Cienciano                 | 4 – 1               | Los Caimanes        | Inca Garcilaso de la Vega | 8 de julio          | 15:30               | 3,066               |
| Deportivo Hualgayoc       | 1 – 0               | Alfredo Salinas     | José Gálvez Egúzquiza     | 8 de julio          | 15:30               | 800                 |
| Unión Huaral              | 5 – 0               | Sport Loreto        | Julio Lores Colán         | 8 de julio          | 15:30               | 800                 |
| Equipo libre:             | Cultural Santa Rosa | Cultural Santa Rosa | Cultural Santa Rosa       | Cultural Santa Rosa | Cultural Santa Rosa | Cultural Santa Rosa |

| Fecha 15            | Fecha 15        | Fecha 15                  | Fecha 15                 | Fecha 15        | Fecha 15        | Fecha 15        |
| Local               | Resultado       | Visitante                 | Estadio                  | Fecha           | Hora            | Asistencia      |
| ------------------- | --------------- | ------------------------- | ------------------------ | --------------- | --------------- | --------------- |
| Alianza Atlético    | 1 – 0           | Deportivo Hualgayoc       | Víctor Montero Zapata    | 14 de julio     | 13:00           | 800             |
| Deportivo Coopsol   | 2 – 0           | Sport Victoria            | Roberto Yáñez            | 14 de julio     | 13:00           | 800             |
| Los Caimanes        | 2 – 1           | Atlético Grau             | Municipal de la Juventud | 15 de julio     | 13:00           | 800             |
| Cultural Santa Rosa | 0 – 1           | Cienciano                 | Monumental de Condebamba | 15 de julio     | 15:30           | 1,897           |
| Sport Loreto        | 2 – 7           | Juan Aurich               | Aliardo Soria Pérez      | 15 de julio     | 15:30           | 800             |
| Carlos A. Mannucci  | 2 – 3           | Universidad César Vallejo | Mansiche                 | 15 de julio     | 15:45           | 7,542           |
| Serrato Pacasmayo   | 2 – 2           | Unión Huaral              | Municipal de Pacasmayo   | 15 de julio     | 15:45           | 800             |
| Equipo libre:       | Alfredo Salinas | Alfredo Salinas           | Alfredo Salinas          | Alfredo Salinas | Alfredo Salinas | Alfredo Salinas |

### Partidos de vuelta
| Fecha 16            | Fecha 16  | Fecha 16                  | Fecha 16                 | Fecha 16    | Fecha 16  | Fecha 16   |
| Local               | Resultado | Visitante                 | Estadio                  | Fecha       | Hora      | Asistencia |
| ------------------- | --------- | ------------------------- | ------------------------ | ----------- | --------- | ---------- |
| Deportivo Coopsol   | 0 – 1     | Universidad César Vallejo | Roberto Yáñez            | 21 de julio | 13:00     | 800        |
| Alianza Atlético    | 1 – 0     | Alfredo Salinas           | Víctor Montero Zapata    | 22 de julio | 12:30     | 800        |
| Los Caimanes        | 1 – 0     | Sport Victoria            | Municipal de la Juventud | 22 de julio | 13:00     | 800        |
| Carlos A. Mannucci  | 3 – 4     | Unión Huaral              | Mansiche                 | 22 de julio | 15:30     | 2,048      |
| Cultural Santa Rosa | 2 – 1     | Atlético Grau             | Monumental de Condebamba | 22 de julio | 15:30     | 800        |
| Sport Loreto        | 2 – 2     | Deportivo Hualgayoc       | Aliardo Soria Pérez      | 22 de julio | 15:30     | 800        |
| Serrato Pacasmayo   | 0 – 4     | Juan Aurich               | Municipal de Pacasmayo   | 22 de julio | 15:45     | 800        |
| Equipo libre:       | Cienciano | Cienciano                 | Cienciano                | Cienciano   | Cienciano | Cienciano  |

| Fecha 17                  | Fecha 17         | Fecha 17            | Fecha 17                 | Fecha 17         | Fecha 17         | Fecha 17         |
| Local                     | Resultado        | Visitante           | Estadio                  | Fecha            | Hora             | Asistencia       |
| ------------------------- | ---------------- | ------------------- | ------------------------ | ---------------- | ---------------- | ---------------- |
| Universidad César Vallejo | 1 – 0            | Los Caimanes        | Municipal de Casa Grande | 27 de julio      | 15:00            | 800              |
| Juan Aurich               | 4 – 1            | Carlos A. Mannucci  | Municipal de la Juventud | 29 de julio      | 13:00            | 800              |
| Atlético Grau             | 4 – 0            | Cienciano           | Miguel Grau              | 29 de julio      | 15:00            | 2,245            |
| Deportivo Hualgayoc       | 6 – 2            | Serrato Pacasmayo   | José Gálvez Egúzquiza    | 29 de julio      | 15:30            | 800              |
| Unión Huaral              | 1 – 0            | Deportivo Coopsol   | Julio Lores Colán        | 29 de julio      | 15:30            | 1,014            |
| Sport Victoria            | 1 – 0            | Cultural Santa Rosa | José Picasso Peratta     | 29 de julio      | 15:30            | 800              |
| Alfredo Salinas           | 1 – 1            | Sport Loreto        | Municipal de Espinar     | 30 de julio      | 15:00            | 0                |
| Equipo libre:             | Alianza Atlético | Alianza Atlético    | Alianza Atlético         | Alianza Atlético | Alianza Atlético | Alianza Atlético |

| Fecha 18            | Fecha 18      | Fecha 18                  | Fecha 18                  | Fecha 18      | Fecha 18      | Fecha 18      |
| Local               | Resultado     | Visitante                 | Estadio                   | Fecha         | Hora          | Asistencia    |
| ------------------- | ------------- | ------------------------- | ------------------------- | ------------- | ------------- | ------------- |
| Deportivo Coopsol   | 2 – 1         | Juan Aurich               | Roberto Yáñez             | 4 de agosto   | 13:00         | 800           |
| Los Caimanes        | 1 – 2         | Unión Huaral              | Municipal de la Juventud  | 5 de agosto   | 13:00         | 800           |
| Sport Loreto        | 1 – 2         | Alianza Atlético          | Aliardo Soria Pérez       | 5 de agosto   | 15:30         | 1,047         |
| Cienciano           | 1 – 0         | Sport Victoria            | Inca Garcilaso de la Vega | 5 de agosto   | 15:30         | 3,137         |
| Cultural Santa Rosa | 0 – 0         | Universidad César Vallejo | Monumental de Condebamba  | 5 de agosto   | 15:30         | 1,146         |
| Carlos A. Mannucci  | 4 – 0         | Deportivo Hualgayoc       | Mansiche                  | 5 de agosto   | 15:30         | 1,473         |
| Serrato Pacasmayo   | 1 – 1         | Alfredo Salinas           | Municipal de Pacasmayo    | 5 de agosto   | 15:45         | 0             |
| Equipo libre:       | Atlético Grau | Atlético Grau             | Atlético Grau             | Atlético Grau | Atlético Grau | Atlético Grau |

| Fecha 19                  | Fecha 19     | Fecha 19            | Fecha 19                 | Fecha 19     | Fecha 19     | Fecha 19     |
| Local                     | Resultado    | Visitante           | Estadio                  | Fecha        | Hora         | Asistencia   |
| ------------------------- | ------------ | ------------------- | ------------------------ | ------------ | ------------ | ------------ |
| Sport Victoria            | 3 – 2        | Atlético Grau       | José Picasso Peratta     | 11 de agosto | 15:45        | 800          |
| Juan Aurich               | 1 – 1        | Los Caimanes        | Municipal de la Juventud | 12 de agosto | 13:00        | 800          |
| Alianza Atlético          | 8 – 0        | Serrato Pacasmayo   | Campeones del 36         | 12 de agosto | 13:00        | 6,000        |
| Universidad César Vallejo | 2 – 3        | Cienciano           | Municipal de Casa Grande | 12 de agosto | 15:00        | 902          |
| Alfredo Salinas           | 0 – 3 (*)    | Carlos A. Mannucci  | Túpac Amaru              | 12 de agosto | 15:00        | 800          |
| Unión Huaral              | 1 – 0        | Cultural Santa Rosa | Julio Lores Colán        | 12 de agosto | 15:30        | 1,185        |
| Deportivo Hualgayoc       | 1 – 0        | Deportivo Coopsol   | José Gálvez Egúzquiza    | 12 de agosto | 15:30        | 800          |
| Equipo libre:             | Sport Loreto | Sport Loreto        | Sport Loreto             | Sport Loreto | Sport Loreto | Sport Loreto |

| Fecha 20            | Fecha 20       | Fecha 20                  | Fecha 20                  | Fecha 20       | Fecha 20       | Fecha 20       |
| Local               | Resultado      | Visitante                 | Estadio                   | Fecha          | Hora           | Asistencia     |
| ------------------- | -------------- | ------------------------- | ------------------------- | -------------- | -------------- | -------------- |
| Deportivo Coopsol   | 5 – 0          | Alfredo Salinas           | Roberto Yáñez             | 18 de agosto   | 11:00          | 800            |
| Cienciano           | 2 – 1          | Unión Huaral              | Inca Garcilaso de la Vega | 18 de agosto   | 15:00          | 6,034          |
| Los Caimanes        | 0 – 1          | Deportivo Hualgayoc       | Municipal de la Juventud  | 19 de agosto   | 13:00          | 0              |
| Atlético Grau       | 1 – 0          | Universidad César Vallejo | Miguel Grau               | 19 de agosto   | 15:00          | 3,065          |
| Carlos A. Mannucci  | 2 – 1          | Alianza Atlético          | Mansiche                  | 19 de agosto   | 15:30          | 2,033          |
| Cultural Santa Rosa | 2 – 1          | Juan Aurich               | Monumental de Condebamba  | 19 de agosto   | 15:30          | 800            |
| Serrato Pacasmayo   | 1 – 4          | Sport Loreto              | Municipal de Pacasmayo    | 19 de agosto   | 15:45          | 800            |
| Equipo libre:       | Sport Victoria | Sport Victoria            | Sport Victoria            | Sport Victoria | Sport Victoria | Sport Victoria |

| Fecha 21                  | Fecha 21          | Fecha 21            | Fecha 21                 | Fecha 21          | Fecha 21          | Fecha 21          |
| Local                     | Resultado         | Visitante           | Estadio                  | Fecha             | Hora              | Asistencia        |
| ------------------------- | ----------------- | ------------------- | ------------------------ | ----------------- | ----------------- | ----------------- |
| Deportivo Hualgayoc       | 1 – 0             | Cultural Santa Rosa | José Gálvez Egúzquiza    | 25 de agosto      | 15:30             | 800               |
| Juan Aurich               | 1 – 0             | Cienciano           | Municipal de la Juventud | 26 de agosto      | 13:00             | 800               |
| Alianza Atlético          | 1 – 0             | Deportivo Coopsol   | Campeones del 36         | 26 de agosto      | 13:00             | 3,264             |
| Universidad César Vallejo | 2 – 0             | Sport Victoria      | Municipal de Casa Grande | 26 de agosto      | 15:00             | 800               |
| Alfredo Salinas           | 5 – 1             | Los Caimanes        | Municipal de Espinar     | 26 de agosto      | 15:30             | 800               |
| Unión Huaral              | 4 – 0             | Atlético Grau       | Julio Lores Colán        | 26 de agosto      | 15:30             | 1,306             |
| Sport Loreto              | 1 – 2             | Carlos A. Mannucci  | Aliardo Soria Pérez      | 26 de agosto      | 15:30             | 935               |
| Equipo libre:             | Serrato Pacasmayo | Serrato Pacasmayo   | Serrato Pacasmayo        | Serrato Pacasmayo | Serrato Pacasmayo | Serrato Pacasmayo |

| Fecha 22            | Fecha 22                  | Fecha 22                  | Fecha 22                  | Fecha 22                  | Fecha 22                  | Fecha 22                  |
| Local               | Resultado                 | Visitante                 | Estadio                   | Fecha                     | Hora                      | Asistencia                |
| ------------------- | ------------------------- | ------------------------- | ------------------------- | ------------------------- | ------------------------- | ------------------------- |
| Los Caimanes        | 0 – 2                     | Alianza Atlético          | Municipal de la Juventud  | 29 de agosto              | 13:00                     | 12                        |
| Deportivo Coopsol   | 3 – 0                     | Sport Loreto              | Roberto Yáñez             | 29 de agosto              | 13:00                     | 0                         |
| Cultural Santa Rosa | 3 – 0                     | Alfredo Salinas           | Monumental de Condebamba  | 29 de agosto              | 15:00                     | 800                       |
| Cienciano           | 5 – 0                     | Deportivo Hualgayoc       | Inca Garcilaso de la Vega | 29 de agosto              | 15:30                     | 2,965                     |
| Atlético Grau       | 2 – 1                     | Juan Aurich               | Miguel Grau               | 30 de agosto              | 15:00                     | 2,268                     |
| Carlos A. Mannucci  | 8 – 0                     | Serrato Pacasmayo         | Mansiche                  | 30 de agosto              | 15:30                     | 2,147                     |
| Sport Victoria      | 3 – 2                     | Unión Huaral              | José Picasso Peratta      | 30 de agosto              | 15:30                     | 800                       |
| Equipo libre:       | Universidad César Vallejo | Universidad César Vallejo | Universidad César Vallejo | Universidad César Vallejo | Universidad César Vallejo | Universidad César Vallejo |

| Fecha 23            | Fecha 23           | Fecha 23                  | Fecha 23                 | Fecha 23           | Fecha 23           | Fecha 23           |
| Local               | Resultado          | Visitante                 | Estadio                  | Fecha              | Hora               | Asistencia         |
| ------------------- | ------------------ | ------------------------- | ------------------------ | ------------------ | ------------------ | ------------------ |
| Juan Aurich         | 1 – 1              | Sport Victoria            | Municipal de la Juventud | 2 de septiembre    | 13:00              | 250                |
| Alianza Atlético    | 4 – 0              | Cultural Santa Rosa       | Campeones del 36         | 2 de septiembre    | 13:00              | 3,200              |
| Sport Loreto        | 4 – 3              | Los Caimanes              | Aliardo Soria Pérez      | 2 de septiembre    | 15:30              | 800                |
| Alfredo Salinas     | 0 – 5              | Cienciano                 | Municipal de Espinar     | 2 de septiembre    | 15:30              | 1,184              |
| Unión Huaral        | 1 – 1              | Universidad César Vallejo | Julio Lores Colán        | 2 de septiembre    | 15:30              | 2,376              |
| Serrato Pacasmayo   | 0 – 8              | Deportivo Coopsol         | Municipal de Pacasmayo   | 2 de septiembre    | 15:45              | 62                 |
| Deportivo Hualgayoc | 2 – 0              | Atlético Grau             | José Gálvez Egúzquiza    | 3 de septiembre    | 15:30              | 800                |
| Equipo libre:       | Carlos A. Mannucci | Carlos A. Mannucci        | Carlos A. Mannucci       | Carlos A. Mannucci | Carlos A. Mannucci | Carlos A. Mannucci |

| Fecha 24                  | Fecha 24     | Fecha 24            | Fecha 24                  | Fecha 24        | Fecha 24     | Fecha 24     |
| Local                     | Resultado    | Visitante           | Estadio                   | Fecha           | Hora         | Asistencia   |
| ------------------------- | ------------ | ------------------- | ------------------------- | --------------- | ------------ | ------------ |
| Deportivo Coopsol         | 1 – 1        | Carlos A. Mannucci  | Roberto Yáñez             | 8 de septiembre | 15:00        | 800          |
| Los Caimanes              | 3 – 0        | Serrato Pacasmayo   | Municipal de la Juventud  | 9 de septiembre | 13:00        | 0            |
| Universidad César Vallejo | 1 – 3        | Juan Aurich         | Municipal de Casa Grande  | 9 de septiembre | 15:00        | 800          |
| Atlético Grau             | 4 – 0        | Alfredo Salinas     | Miguel Grau               | 9 de septiembre | 15:00        | 1,065        |
| Cultural Santa Rosa       | 2 – 2        | Sport Loreto        | Monumental de Condebamba  | 9 de septiembre | 15:30        | 800          |
| Sport Victoria            | 2 – 2        | Deportivo Hualgayoc | José Picasso Peratta      | 9 de septiembre | 15:30        | 800          |
| Cienciano                 | 1 – 1        | Alianza Atlético    | Inca Garcilaso de la Vega | 9 de septiembre | 15:30        | 5,704        |
| Equipo libre:             | Unión Huaral | Unión Huaral        | Unión Huaral              | Unión Huaral    | Unión Huaral | Unión Huaral |

| Fecha 25            | Fecha 25          | Fecha 25                  | Fecha 25                 | Fecha 25          | Fecha 25          | Fecha 25          |
| Local               | Resultado         | Visitante                 | Estadio                  | Fecha             | Hora              | Asistencia        |
| ------------------- | ----------------- | ------------------------- | ------------------------ | ----------------- | ----------------- | ----------------- |
| Alianza Atlético    | 3 – 2             | Atlético Grau             | Campeones del 36         | 16 de septiembre  | 13:00             | 5,869             |
| Juan Aurich         | 1 – 0             | Unión Huaral              | Municipal de la Juventud | 16 de septiembre  | 13:00             | 800               |
| Alfredo Salinas     | 1 – 1             | Sport Victoria            | Municipal de Espinar     | 16 de septiembre  | 15:00             | 800               |
| Sport Loreto        | 0 – 1             | Cienciano                 | Aliardo Soria Pérez      | 16 de septiembre  | 15:30             | 1,384             |
| Carlos A. Mannucci  | 3 – 1             | Los Caimanes              | Mansiche                 | 16 de septiembre  | 15:30             | 1,670             |
| Deportivo Hualgayoc | 0 – 0             | Universidad César Vallejo | José Gálvez Egúzquiza    | 16 de septiembre  | 15:30             | 800               |
| Serrato Pacasmayo   | 0 – 6             | Cultural Santa Rosa       | Municipal de Pacasmayo   | 16 de septiembre  | 15:45             | 0                 |
| Equipo libre:       | Deportivo Coopsol | Deportivo Coopsol         | Deportivo Coopsol        | Deportivo Coopsol | Deportivo Coopsol | Deportivo Coopsol |

| Fecha 26                  | Fecha 26    | Fecha 26            | Fecha 26                  | Fecha 26         | Fecha 26    | Fecha 26    |
| Local                     | Resultado   | Visitante           | Estadio                   | Fecha            | Hora        | Asistencia  |
| ------------------------- | ----------- | ------------------- | ------------------------- | ---------------- | ----------- | ----------- |
| Los Caimanes              | 0 – 1       | Deportivo Coopsol   | Municipal de la Juventud  | 23 de septiembre | 13:00       | 0           |
| Atlético Grau             | 6 – 2       | Sport Loreto        | Miguel Grau               | 23 de septiembre | 15:00       | 841         |
| Universidad César Vallejo | 5 – 0       | Alfredo Salinas     | Municipal de Casa Grande  | 23 de septiembre | 15:00       |             |
| Unión Huaral              | 1 – 1       | Deportivo Hualgayoc | Julio Lores Colán         | 23 de septiembre | 15:30       | 957         |
| Cultural Santa Rosa       | 0 – 1       | Carlos A. Mannucci  | Los Chankas               | 23 de septiembre | 15:30       | 3,620       |
| Sport Victoria            | 0 – 3       | Alianza Atlético    | José Picasso Peratta      | 23 de septiembre | 15:30       | 800         |
| Cienciano                 | 9 – 1       | Serrato Pacasmayo   | Inca Garcilaso de la Vega | 23 de septiembre | 15:30       | 6,338       |
| Equipo libre:             | Juan Aurich | Juan Aurich         | Juan Aurich               | Juan Aurich      | Juan Aurich | Juan Aurich |

| Fecha 27            | Fecha 27     | Fecha 27                  | Fecha 27               | Fecha 27         | Fecha 27      | Fecha 27   |
| Local               | Resultado    | Visitante                 | Estadio                | Fecha            | Hora          | Asistencia |
| ------------------- | ------------ | ------------------------- | ---------------------- | ---------------- | ------------- | ---------- |
| Deportivo Coopsol   | 1 – 1        | Cultural Santa Rosa       | Roberto Yáñez          | 29 de septiembre | 13:00         | 800        |
| Serrato Pacasmayo   | 1 – 3        | Atlético Grau             | Municipal de Pacasmayo | 29 de septiembre | 15:45         | 0          |
| Alianza Atlético    | 2 – 4        | Universidad César Vallejo | Campeones del 36       | 30 de septiembre | 13:00         | 5,117      |
| Sport Loreto        | 0 – 0        | Sport Victoria            | Aliardo Soria Pérez    | 30 de septiembre | 15:30         | 800        |
| Deportivo Hualgayoc | 1 – 1        | Juan Aurich               | José Gálvez Egúzquiza  | 30 de septiembre | 15:30         | 800        |
| Carlos A. Mannucci  | 5 – 0        | Cienciano                 | Mansiche               | 30 de septiembre | 15:45         | 7,914      |
| Alfredo Salinas     | 0 – 3 (*)    | Unión Huaral              | Desprogramado          | Desprogramado    | Desprogramado |            |
| Equipo libre:       | Los Caimanes | Los Caimanes              | Los Caimanes           | Los Caimanes     | Los Caimanes  |            |

| Fecha 28                  | Fecha 28            | Fecha 28            | Fecha 28                  | Fecha 28            | Fecha 28            | Fecha 28   |
| Local                     | Resultado           | Visitante           | Estadio                   | Fecha               | Hora                | Asistencia |
| ------------------------- | ------------------- | ------------------- | ------------------------- | ------------------- | ------------------- | ---------- |
| Juan Aurich               | 5 – 0               | Alfredo Salinas     | Municipal de la Juventud  | 14 de octubre       | 13:00               | 800        |
| Universidad César Vallejo | 2 – 0               | Sport Loreto        | Municipal de Casa Grande  | 14 de octubre       | 15:00               | 800        |
| Atlético Grau             | 2 – 0               | Carlos A. Mannucci  | Miguel Grau               | 14 de octubre       | 15:00               | 4,881      |
| Unión Huaral              | 2 – 2               | Alianza Atlético    | Julio Lores Colán         | 14 de octubre       | 15:30               | 851        |
| Sport Victoria            | 8 – 1               | Serrato Pacasmayo   | José Picasso Peratta      | 14 de octubre       | 15:30               | 800        |
| Cienciano                 | 2 – 1               | Deportivo Coopsol   | Inca Garcilaso de la Vega | 14 de octubre       | 15:30               | 3,530      |
| Cultural Santa Rosa       | 7 – 0               | Los Caimanes        | Los Chankas               | 14 de octubre       | 15:30               | 1,104      |
| Equipo libre:             | Deportivo Hualgayoc | Deportivo Hualgayoc | Deportivo Hualgayoc       | Deportivo Hualgayoc | Deportivo Hualgayoc |            |

| Fecha 29           | Fecha 29            | Fecha 29                  | Fecha 29                 | Fecha 29            | Fecha 29            | Fecha 29   |
| Local              | Resultado           | Visitante                 | Estadio                  | Fecha               | Hora                | Asistencia |
| ------------------ | ------------------- | ------------------------- | ------------------------ | ------------------- | ------------------- | ---------- |
| Deportivo Coopsol  | 1 – 0               | Atlético Grau             | Rómulo Shaw Cisneros     | 21 de octubre       | 15:30               | 800        |
| Alianza Atlético   | 2 – 1               | Juan Aurich               | Campeones del 36         | 21 de octubre       | 15:30               | 4,003      |
| Alfredo Salinas    | 0 – 6               | Deportivo Hualgayoc       | Municipal de Espinar     | 21 de octubre       | 15:30               | 800        |
| Sport Loreto       | 2 – 1               | Unión Huaral              | Aliardo Soria Pérez      | 21 de octubre       | 15:30               | 800        |
| Carlos A. Mannucci | 6 – 1               | Sport Victoria            | Mansiche                 | 21 de octubre       | 15:30               | 1,292      |
| Los Caimanes       | 1 – 1               | Cienciano                 | Municipal de la Juventud | 21 de octubre       | 15:30               | 0          |
| Serrato Pacasmayo  | 0 – 3               | Universidad César Vallejo | Municipal de Pacasmayo   | 21 de octubre       | 15:30               | 0          |
| Equipo libre:      | Cultural Santa Rosa | Cultural Santa Rosa       | Cultural Santa Rosa      | Cultural Santa Rosa | Cultural Santa Rosa |            |

| Fecha 30                  | Fecha 30        | Fecha 30            | Fecha 30                  | Fecha 30        | Fecha 30        | Fecha 30   |
| Local                     | Resultado       | Visitante           | Estadio                   | Fecha           | Hora            | Asistencia |
| ------------------------- | --------------- | ------------------- | ------------------------- | --------------- | --------------- | ---------- |
| Juan Aurich               | 6 – 3           | Sport Loreto        | Municipal de la Juventud  | 28 de octubre   | 15:30           | 800        |
| Atlético Grau             | 5 – 1           | Los Caimanes        | Miguel Grau               | 28 de octubre   | 15:30           | 800        |
| Universidad César Vallejo | 1 – 1           | Carlos A. Mannucci  | Mansiche                  | 28 de octubre   | 15:30           | 3,888      |
| Unión Huaral              | 11 – 0          | Serrato Pacasmayo   | Julio Lores Colán         | 28 de octubre   | 15:30           | 800        |
| Deportivo Hualgayoc       | 0 – 0           | Alianza Atlético    | José Gálvez Egúzquiza     | 28 de octubre   | 15:30           | 800        |
| Sport Victoria            | 0 – 2           | Deportivo Coopsol   | José Picasso Peratta      | 28 de octubre   | 15:30           | 800        |
| Cienciano                 | 4 – 0           | Cultural Santa Rosa | Inca Garcilaso de la Vega | 28 de octubre   | 15:30           | 4,885      |
| Equipo libre:             | Alfredo Salinas | Alfredo Salinas     | Alfredo Salinas           | Alfredo Salinas | Alfredo Salinas |            |

## Fase final (ronda eliminatoria)
El ganador de esta fase se proclama campeón de la Segunda División 2018, y clasifica de manera directa a la Primera División 2019. Mientras que el segundo y tercer puesto jugarán el cuadrangular de ascenso.
|  | Cuartos de final | Cuartos de final   | Cuartos de final           | Cuartos de final   |   |   | Semifinales        | Semifinales | Semifinales | Semifinales |   |               | Final                             | Final         | Final         | Final |  |
|  |                  |                    |                            |                    |   |   |                    |             |             |             |   |               |                                   |               |               |       |  |
|  |                  |                    |                            |                    |   |   |                    |             |             |             |   |               |                                   |               |               |       |  |
|  |                  |                    |                            |                    |   |   |                    |             |             |             |   |               |                                   |               |               |       |  |
|  |                  |                    |                            |                    |   |   |                    |             |             |             |   |               |                                   |               |               |       |  |
|  |                  |                    |                            |                    |   |   |                    |             |             |             |   |               |                                   |               |               |       |  |
|  |                  | 1                  | Universidad César Vallejo* | 1                  | 2 |   |                    |             |             |             |   |               |                                   |               |               |       |  |
|  |                  |                    |                            |                    | 2 |   |                    |             |             |             |   |               |                                   |               |               |       |  |
|  |                  |                    | 6                          | Juan Aurich        | 3 | 0 |                    |             |             |             |   |               |                                   |               |               |       |  |
|  | 4                | Unión Huaral       | 6                          | Juan Aurich        | 3 | 0 | 1                  | 2           |             |             |   |               |                                   |               |               |       |  |
|  | 4                | Unión Huaral       |                            |                    |   |   |                    |             |             |             |   |               |                                   |               |               |       |  |
|  | 6                | Juan Aurich        | 3                          | 1                  |   |   |                    |             |             |             |   |               |                                   |               |               |       |  |
|  | 6                | Juan Aurich        | 3                          | 1                  |   |   |                    |             |             |             |   | 1             | Universidad César Vallejo (t. s.) | 1             | 3             |       |  |
|  |                  |                    |                            |                    |   |   |                    |             |             |             |   | 1             | Universidad César Vallejo (t. s.) | 1             | 3             |       |  |
|  |                  |                    | 2                          | Carlos A. Mannucci | 1 | 1 |                    |             |             |             |   |               |                                   |               |               |       |  |
|  | 2                | Carlos A. Mannucci | 2                          | Carlos A. Mannucci | 1 | 1 | 1                  | 5           |             |             |   |               |                                   |               |               |       |  |
|  | 2                | Carlos A. Mannucci |                            |                    |   |   |                    |             |             |             |   |               |                                   |               |               |       |  |
|  | 8                | Atlético Grau      | 1                          | 2                  |   |   |                    |             |             |             |   |               |                                   |               |               |       |  |
|  | 8                | Atlético Grau      | 1                          | 2                  |   | 2 | Carlos A. Mannucci | 0           | 5           |             |   | Tercer puesto | Tercer puesto                     | Tercer puesto | Tercer puesto |       |  |
|  |                  |                    |                            |                    |   | 2 | Carlos A. Mannucci | 0           | 5           |             |   | Tercer puesto | Tercer puesto                     | Tercer puesto | Tercer puesto |       |  |
|  |                  |                    | 3                          | Cienciano          | 2 | 2 |                    |             |             |             |   |               |                                   |               |               |       |  |
|  | 3                | Cienciano          | 3                          | Cienciano          | 2 | 2 | 1                  | 3           |             |             | 3 | Cienciano     | 1                                 | 3             |               |       |  |
|  | 3                | Cienciano          |                            |                    |   |   |                    |             |             |             | 3 | Cienciano     | 1                                 | 3             |               |       |  |
|  | 7                | Alianza Atlético   | 1                          | 0                  |   |   |                    |             |             |             |   |               | 6                                 | Juan Aurich   | 2             | 1     |  |
|  | 7                | Alianza Atlético   | 1                          | 0                  |   |   |                    |             |             |             |   |               | 6                                 | Juan Aurich   | 2             | 1     |  |
|  |                  |                    |                            |                    |   |   |                    |             |             |             |   |               |                                   |               |               |       |  |

- En cada llave, el equipo con el menor número de orden es el que define la serie como local.
- (*) Avanzan por su posición en la tabla.

### Cuartos de final
| 1 de noviembre, 13:00 | Juan Aurich                       | 3:1 (1:1) | Unión Huaral | Estadio Municipal de la Juventud, Chongoyape |                             |
|                       | Campodónico 32' · Gómez 45+2' 76' | Reporte   | Eugenio 44'  | Árbitro(s): Jesús Cartagena                  | Árbitro(s): Jesús Cartagena |

| 4 de noviembre, 15:30 | Unión Huaral               | 2:1 (1:0) | Juan Aurich | Estadio Julio Lores Colán, Huaral |                          |
|                       | Urquiaga 23' · Guevara 65' | Reporte   | Estrada 71' | Árbitro(s): Kevin Ortega          | Árbitro(s): Kevin Ortega |

| 1 de noviembre, 13:00 | Alianza Atlético        | 1:1 (0:0) | Cienciano  | Estadio Campeones del 36, Sullana |                           |
|                       | Yan Carlos Martínez 90' | Reporte   | Kong 90+1' | Árbitro(s): José Martínez         | Árbitro(s): José Martínez |

| 4 de noviembre, 15:30 | Cienciano                 | 3:0 (0:0) | Alianza Atlético | Estadio Inca Garcilaso de la Vega, Cuzco |                              |
|                       | Kong 48' 83' · Castro 90' | Reporte   |                  | Árbitro(s): Fernando Legario             | Árbitro(s): Fernando Legario |

| 1 de noviembre, 15:00 | Atlético Grau  | 1:1 (0:0) | Carlos A. Mannucci | Estadio Miguel Grau, Piura |                          |
|                       | Aponzá 32' (p) | Reporte   | Tajima 73'         | Árbitro(s): Kevin Ortega   | Árbitro(s): Kevin Ortega |

| 4 de noviembre, 15:30 | Carlos A. Mannucci                                             | 5:2 (3:0) | Atlético Grau           | Estadio Mansiche, Trujillo   |                              |
|                       | Osnar Noronha 9' · Naranjo 11' 72' · Fernández 36' · Lagos 58' | Reporte   | Adibe 55' · Mesones 68' | Árbitro(s): Augusto Ménendez | Árbitro(s): Augusto Ménendez |

### Semifinales
| 11 de noviembre, 13:00 | Juan Aurich                          | 3:1 (1:1) | Universidad César Vallejo | Estadio Municipal de la Juventud, Chongoyape |                              |
|                        | Robles 35' · Gómez 78' · Sánchez 86' | Reporte   | García 28'                | Árbitro(s): Michael Espinoza                 | Árbitro(s): Michael Espinoza |

| 18 de noviembre, 15:00 | Universidad César Vallejo | 2:0 (2:0) | Juan Aurich | Estadio Municipal de Casa Grande, Ascope |                               |
|                        | Medrano 5' 22'            | Reporte   |             | Árbitro(s): Miguel Santiváñez            | Árbitro(s): Miguel Santiváñez |

| 11 de noviembre, 15:30 | Cienciano    | 2:0 (2:0) | Carlos A. Mannucci | Estadio Inca Garcilaso de la Vega, Cuzco |                                  |
|                        | Kong 13' 29' | Reporte   |                    | Árbitro(s): Víctor Hugo Carrillo         | Árbitro(s): Víctor Hugo Carrillo |

| 18 de noviembre, 15:30 | Carlos A. Mannucci                               | 5:2 (1:1) | Cienciano             | Estadio Mansiche, Trujillo |                        |
|                        | Noronha 11' 53' 90+2' · Sheput 79' · Acevedo 86' | Reporte   | Ramos 24' · Sen 90+7' | Árbitro(s): Diego Haro     | Árbitro(s): Diego Haro |

### Tercer puesto
| 25 de noviembre, 13:00 | Juan Aurich                | 2:1 (2:0) | Cienciano | Estadio Municipal de la Juventud, Chongoyape |                          |
|                        | Carrillo 11' · Rengifo 45' | Reporte   | Sen 64'   | Árbitro(s): Kevin Ortega                     | Árbitro(s): Kevin Ortega |

| 2 de diciembre, 15:00 | Cienciano                          | 3:1 (1:0) | Juan Aurich | Estadio Inca Garcilaso de la Vega, Cuzco |                              |
|                       | Viza 12' · Ross 67' · Oliveira 81' | Reporte   | Rosales 54' | Árbitro(s): Augusto Menéndez             | Árbitro(s): Augusto Menéndez |

### Final
| 25 de noviembre, 15:30 | Carlos A. Mannucci | 1:1 (0:0) | Universidad César Vallejo | Estadio Mansiche, Trujillo |                          |
|                        | Vega 90+4'         | Reporte   | Fleitas 74'               | Árbitro(s): Joel Alarcón   | Árbitro(s): Joel Alarcón |

| 2 de diciembre, 15:00 | Universidad César Vallejo         | 3:1 (1:1; 1:1) (t. s.) | Carlos A. Mannucci | Estadio Municipal de Casa Grande, Casa Grande |                                  |
|                       | Orejuela 43' 116' · Gordillo 108' | Reporte                | Jiménez 45+2'      | Árbitro(s): Víctor Hugo Carrillo              | Árbitro(s): Víctor Hugo Carrillo |

|                                   |
|                                   |
| Campeón Universidad César Vallejo |
| 2.º título                        |

## Clasificados al Cuadrangular de ascenso 2018
| Carlos A. Mannucci                     | Cienciano                                 |
| Subcampeón de la Segunda División 2018 | Tercer puesto de la Segunda División 2018 |
| -------------------------------------- | ----------------------------------------- |

## Estadísticas
Incluye datos de Playoffs. Fuente: Transfermarkt

### Goleadores
| Posición | Jugador          | Equipo                    | Goles |
| -------- | ---------------- | ------------------------- | ----- |
| 1º       | Jair Córdova     | Alianza Atlético          | 21    |
| 2º       | Carlos Orejuela  | Universidad César Vallejo | 19    |
| 3º       | Osnar Noronha    | Carlos A. Mannucci        | 18    |
| 4º       | Jarlín Quintero  | Deportivo Hualgayoc       | 14    |
| 5º       | Miguel Curiel    | Unión Huaral              | 12    |
| 5º       | Felipe Mesones   | Atlético Grau             | 12    |
| 6º       | Enzo Borges      | Deportivo Coopsol         | 11    |
| 6º       | Ramón Rodríguez  | Cienciano                 | 11    |
| 6º       | Ichiro Plasencia | Deportivo Coopsol         | 11    |
| 6º       | Josué Estrada    | Juan Aurich               | 11    |

Fuente: Transfermarkt

### Asistentes
| Jugador       | Asistencias de gol | Equipo                    |
| ------------- | ------------------ | ------------------------- |
| Osnar Noronha | 13                 | Carlos A. Mannucci        |
| César Valoyes | 12                 | Cultural Santa Rosa       |
| Steven Aponzá | 10                 | Atlético Grau             |
| Josué Estrada | 9                  | Juan Aurich               |
| Junior Ross   | 9                  | Cienciano                 |
| Accel Campos  | 8                  | Alianza Atlético          |
| Niger Vega    | 8                  | Carlos A. Mannucci        |
| Johan Sotil   | 7                  | Sport Loreto              |
| Elsar Rodas   | 7                  | Universidad César Vallejo |
| Junior Viza   | 7                  | Cienciano                 |

Fuente: Transfermarkt

## Asistencia

### Partidos con mayor asistencia
| Fecha                   | Ciudad   | Estadio              | Equipo local       | Equipo visitante   | Asistentes |
| ----------------------- | -------- | -------------------- | ------------------ | ------------------ | ---------- |
| Semifinal ida           | Cusco    | Garcilaso de la Vega | Cienciano          | Carlos A. Mannucci | 34308      |
| Cuartos de final vuelta | Cusco    | Garcilaso de la Vega | Cienciano          | Alianza Atlético   | 14330      |
| CF - vuelta             | Trujillo | Mansiche             | Carlos A. Mannucci | Atlético Grau      | 9077       |
| 2                       | Cusco    | Garcilaso de la Vega | Cienciano          | Atlético Grau      | 8850       |
| CF - ida                | Piura    | Miguel Grau          | Atlético Grau      | Carlos A. Mannucci | 8225       |
| 15                      | Trujillo | Mansiche             | Carlos A. Mannucci | César Vallejo      | 7542       |
| 4                       | Cusco    | Garcilaso de la Vega | Cienciano          | César Vallejo      | 7135       |
| 20                      | Cusco    | Garcilaso de la Vega | Cienciano          | Unión Huaral       | 6034       |
| 19                      | Sullana  | Campeones del 36     | Alianza Atlético   | Serrato Pacasmayo  | 6000       |
| 25                      | Sullana  | Campeones del 36     | Alianza Atlético   | Atlético Grau      | 5869       |
| 12                      | Cusco    | Garcilaso de la Vega | Cienciano          | Alianza Atlético   | 5704       |
| 12                      | Cusco    | Garcilaso de la Vega | Cienciano          | Carlos A. Mannucci | 5481       |
| CF - ida                | Sullana  | Campeones del 36     | Alianza Atlético   | Cienciano          | 4897       |
| 8                       | Cusco    | Garcilaso de la Vega | Cienciano          | Alfredo Salinas    | 4207       |
| 4                       | Piura    | Miguel Grau          | Atlético Grau      | Sport Victoria     | 3802       |